# Kryssningsrobot

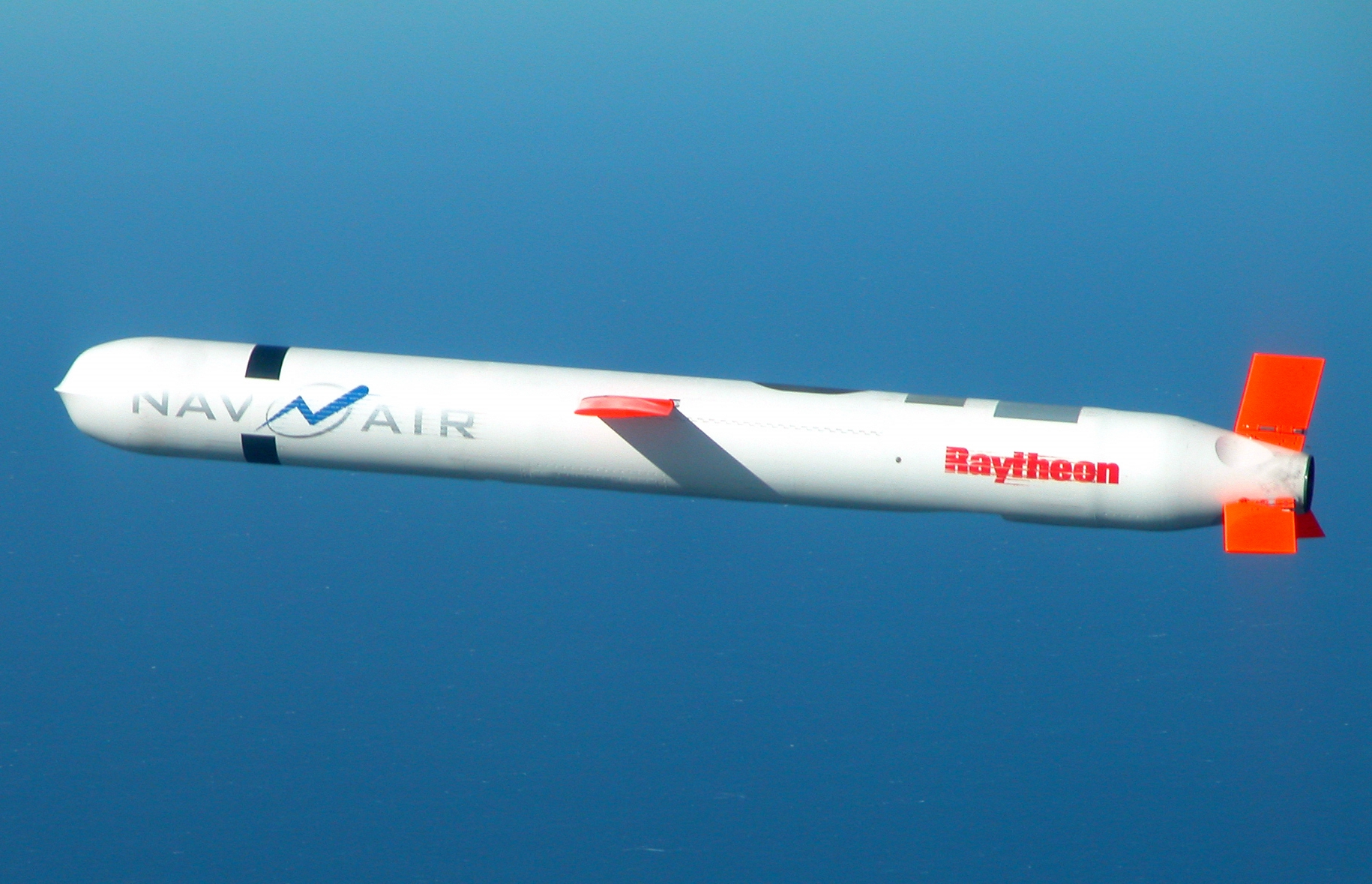
Kryssningsroboten "Tomahawk" Block IV som är fartygsburen och tagits fram av amerikanska flottan.

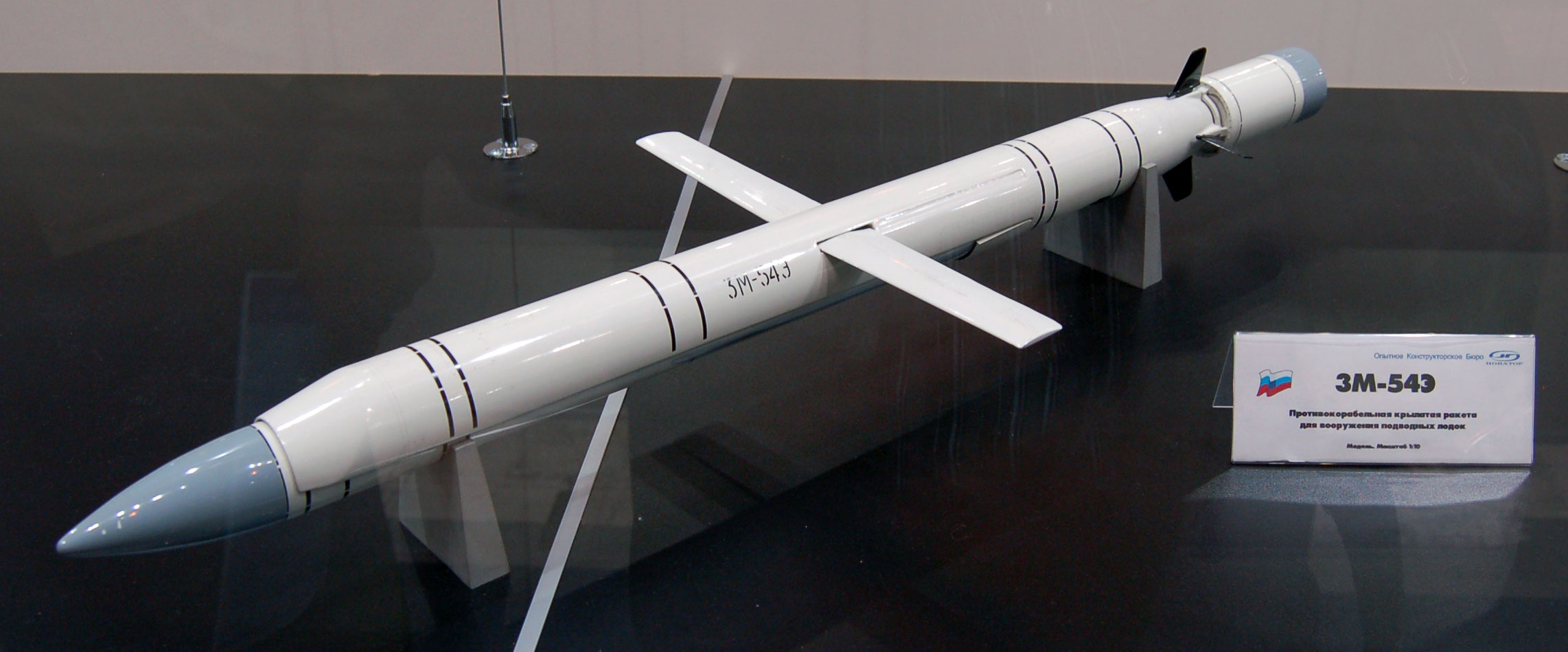
En modell av den ryska kryssningsmissilen 3M54E Kalibr.

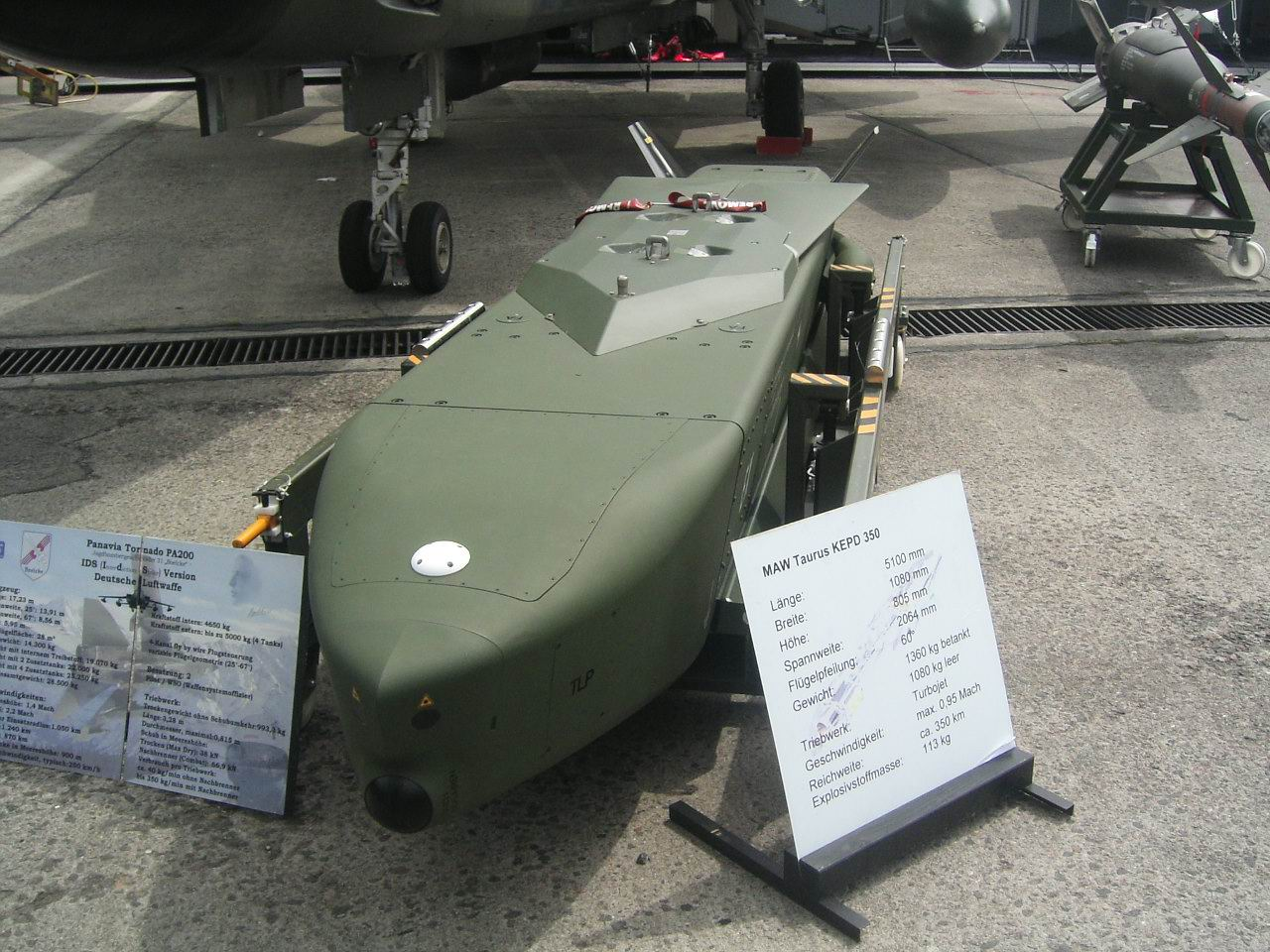
Kryssningsroboten Taurus KEPD som är flygburen och tagits fram av tyska flygvapnet.

En kryssningsrobot är en aerodynamisk robot som färdas mot sitt mål på låg höjd och oftast med hög hastighet, och som navigerar på vägen dit. Kryssningsrobotar kan bäras av fartyg eller flygplan, eller avfyras från marken, och förekommer både i versioner försedda med konventionell laddning och massförstörelsevapen, såsom kärnvapen. Utmärkande för de flesta kryssningsrobotar är lång räckvidd, så lång att de avfyras när målet inte är i sikte och de kan därför inte enbart använda en målsökare för att träffa rätt, vilket förklarar varför någon form av navigering är nödvändig.
Kryssningsrobotar kan avfyras från fartyg (inklusive ubåtar) eller flygplan som befinner sig långt från målet, exempelvis utanför det lands territorium där målet är beläget. Om kryssningsroboten fälls från ett flygplan fäller den ut vingarna, startar motorn och stabiliserar sin flykt på en förinställd höjd över underlaget. Denna höjd är normalt något hundratal meter och följs sedan under hela färden.

## Delar

### Navigering
Någon form av navigeringssystem är en fundamental del i det som utmärker en kryssningsrobot från robotar med kortare räckvidd som huvudsakligen styrs av målsökare, eftersom död räkning normalt inte ger tillräcklig precision.
De första egentliga kryssningsrobotarna, såsom tidiga versioner av Tomahawk, använde system för terrängigenkänning för att detektera robotens position och därmed möjliggöra navigering med hjälp av en datoriserad styrautomat. Senare har tröghetsnavigering och satellitnavigering, ofta i kombination, tagit över. De har den fördelen att de fungerar även över platt terräng och hav. Satellitnavigering har dock den nackdelen att den kan påverkas av störning. Därutöver finns någon form av höjdmätare i roboten.
System för terrängigenkänning bygger på framåt- och nedåtblickande sensorer som mäter avståndet till underlaget. Roboten styr mot en förprogrammerad orienteringspunkt. Orienteringspunkten är egentligen ingen punkt, utan en någon kvadratkilometer stor yta för vilken roboten har en fullständig höjdprofil lagrad i sitt minne. När robotens styrautomat bedömer att den befinner sig i närheten av orienteringspunkten börjar den läsa av underlaget med sina sensorer och jämföra värdena med de data som finns i minnet. Så fort den hittar en överensstämmelse mellan indata och de lagrade profilerna detekteras exakt var den befinner sig. Den växlar så kurs för att med hjälp av tröghetsnavigering bege sig till nästa orienteringspunkt. Roboten kryssar sig så fram via en mängd orienteringspunkter till målet. Kryssandet fyller två funktioner; dels blir noggrannheten avsevärt bättre än att använda tröghetsnavigering hela vägen, dels blir det mycket svårt för motståndaren att förutsäga vart roboten är på väg.

### Framdrivning
Kryssningsrobotar drivs normalt med någon form av mindre jetmotor, i likhet med flera andra typer av robotar, såsom sjömålsrobotar, och UAV:er.

### Verkansdel
Verkansdelen eller stridsdelen i en kryssningsrobot kan bestå av en kemisk sprängladdning eller något annat, exempelvis en kärnvapenladdning. Verkansdelens storlek är normalt några hundra kilogram.

## Historik

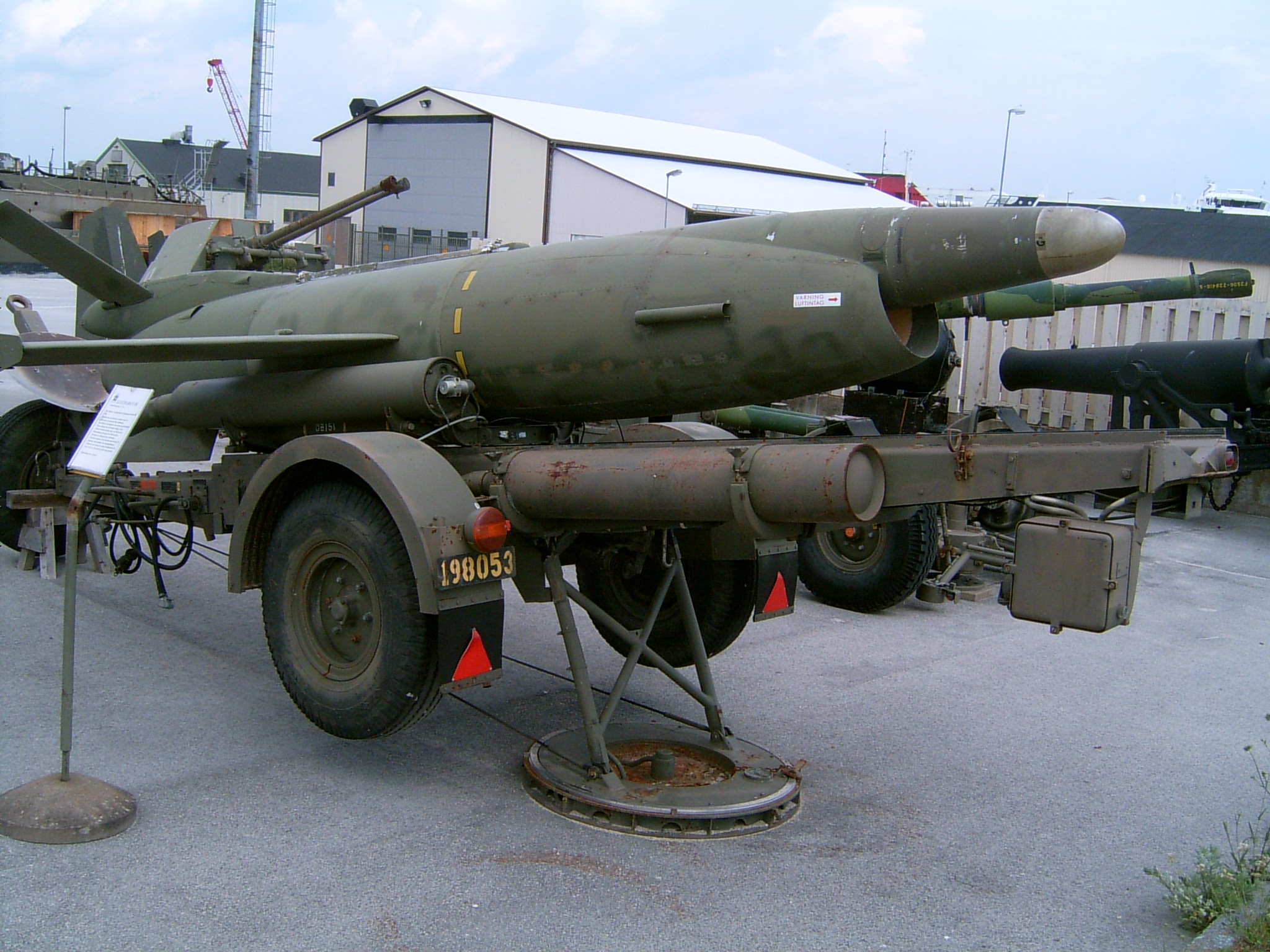
Sjömålsrobotar, här den svenska Robot 08, utvecklades tidigare än kryssningsrobotarna.

Kryssningsrobotarna kan ses som en vidareutveckling av tidigare missilsystem med längre räckvidd, som inte gick under denna beteckning. Tidiga missiler kunde inte navigera, de kunde söka sig till och hålla en förutbestämd kurs och höjd och kallades därför "flygande bomber". Detta uttryck fick en dålig klang efter andra världskriget, eftersom många associerade det med tyskarnas V-1 som användes för att terrorisera den brittiska civilbefolkningen. Träffsäkerheten hos de flygande bomberna var nämligen såpass dålig att man bara kunde använda dem mot mycket stora mål som storstäder.
Utvecklingen av sjömålsrobotar, som till det yttre kan vara ganska lika en kryssningsrobot, skedde före de moderna kryssningsrobotarna. Anledningen till detta är att siktlinjen till sjöss kan vara lång och att även relativt enkla radarmålsökare kunde styra en robot mot ett fartyg under ostörda förhållanden, medan motsvarande principer inte var lika enkla att tillämpa mot markmål. Således utvecklades mycket av själva flygtekniken i form av flygkropp och framdrivningsteknik först för sjömålsrobotar.
Det som möjliggjorde utvecklingen av moderna träffsäkra kryssningsrobotar var tre tekniska genombrott under 1970-talet. För det första; man lyckades för första gången tillverka små bränslesnåla turbojetmotorer. För det andra; minneskretsar blev så små att man kunde få plats med tillräckligt mycket information att man faktiskt kunde lagra geografiska profiler i tillräcklig omfattning. För det tredje; utvecklingen av sensorer som gjorde det möjligt för roboten att följa markytan på en förutbestämd höjd. Utan dessa tekniska landvinningar hade kryssningsrobotar varit omöjliga och den amerikanska krigsmakten bedömde när Tomahawk togs i bruk 1983 att man hade ett tioårigt försprång gentemot Sovjetunionen. 
Från början var det tänkt att den amerikanska marinen och det amerikanska flygvapnet skulle samsas om en modell. Men detta visade sig omöjligt, och därför utvecklades två helt olika versioner. Den redan nämnda Tomahawk var marinens modell, och kunde skjutas ut ur en vanlig torpedtub. Flygvapnets modell hette AGM-86 och var något större och tyngre än marinens.
De första amerikanska sjömålsrobotarna var avsedda att bära kärnvapen, och med sådana stridsspetsar utgjorde de medeldistanskärnvapen. INF-avtalet från 1987 medförde tydliga begränsningar för markbaserade varianter av dessa vapensystem. Senare har huvuddelen av kryssningsrobotarna försetts med konventionell laddning. Kuwaitkriget var sannolikt det första krig där kryssningsrobotar sattes in i större mängd.